# 2699 Kalinin
2699 Kalinin eller 1976 YX är en asteroid i huvudbältet som upptäcktes den 16 december 1976 av den ryska astronomen Ljudmjla Tjernych vid Krims astrofysiska observatorium på Krim. Den har fått sitt namn efter den sovjetiske politiken Michail Kalinin.
Asteroiden har en diameter på ungefär tolv kilometer.